# Plasnes
Plasnes is een gemeente in het Franse departement Eure (regio Normandië) en telt 618 inwoners (1999). De plaats maakt deel uit van het arrondissement Bernay.

## Geografie
De oppervlakte van Plasnes bedraagt 16,0 km², de bevolkingsdichtheid is 38,6 inwoners per km².
De onderstaande kaart toont de ligging van Plasnes met de belangrijkste infrastructuur en aangrenzende gemeenten.

## Demografie
Onderstaande figuur toont het verloop van het inwonertal (bron: INSEE-tellingen).